# Frank Werneke

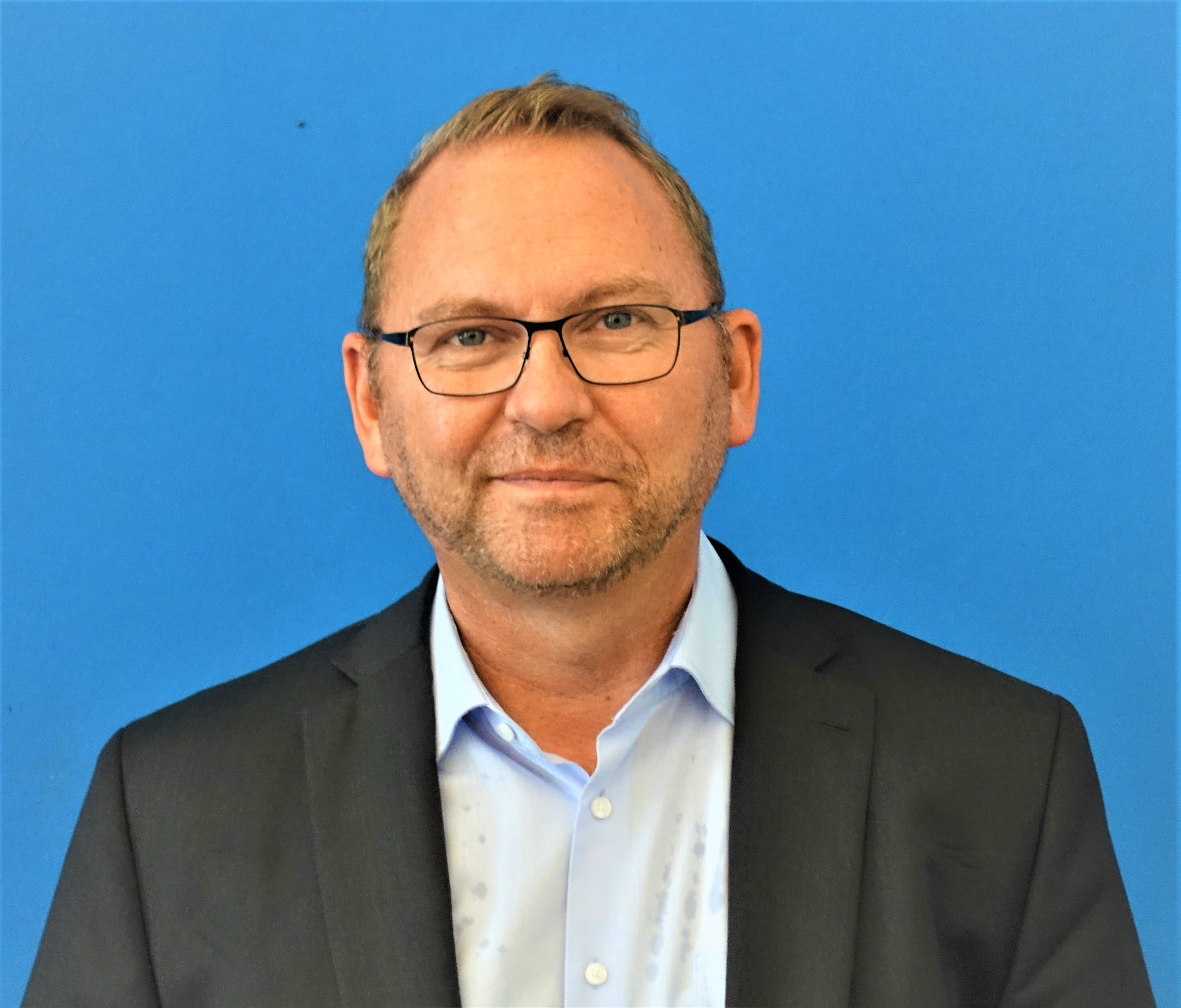
Frank Werneke, Vorsitzender der Gewerkschaft ver.di, (August 2022)

Unterschrift von Frank Werneke

Frank Werneke (* 5. April 1967 in Schloß Holte) ist ein deutscher Gewerkschafter und seit September 2019 Vorsitzender der Vereinten Dienstleistungsgewerkschaft.

## Leben
Nach seinem Realschulabschluss 1983 erlernte Werneke den Beruf des Verpackungsmittelmechanikers in einem Betrieb der Papier- und Verpackungsindustrie in Bielefeld und war danach mit Unterbrechung durch den Zivildienst in seinem Ausbildungsbetrieb bis 1993 in verschiedenen Tätigkeiten als technischer Angestellter beschäftigt. Von 1985 bis 1988 war er Bezirksjugendleiter der Industriegewerkschaft Druck und Papier in Ostwestfalen. Er gehörte dem Landesbezirksvorstand Nordrhein-Westfalen der IG Druck und Papier und nach Gründung der IG Medien deren Landesbezirksvorstand an. Ab 1993 arbeitete er als hauptamtlicher Sekretär beim Hauptvorstand der IG Medien in Stuttgart und wurde 1998 in den geschäftsführenden Hauptvorstand gewählt. Er übernahm dort die Bereiche gewerkschaftliche Betriebsarbeit sowie berufliche Bildung und war zuständig für die Branchen Verlage, Druckindustrie und Papierverarbeitung.
Beim ver.di-Gründungskongress im März 2001 in Berlin wurde Werneke in den Bundesvorstand gewählt und zugleich Leiter des Fachbereichs 8 (Medien, Kunst und Industrie). Im November 2002 wurde er vom ver.di-Gewerkschaftsrat als Nachfolger von Gerd Nies zum stellvertretenden Bundesvorsitzenden gewählt und auf den folgenden Bundeskongressen 2003, 2007, 2011 und 2015 jeweils in diesem Amt bestätigt. Neben der Fachbereichsleitung war Werneke in seiner Funktion auch zuständig für die Bereiche Finanzen, Selbstständige, Vermögens- und Beteiligungsverwaltung sowie Mitgliederentwicklung.
Frank Werneke wurde 2018 als Nachfolger für den bisherigen Gewerkschaftsvorsitzenden Frank Bsirske vorgeschlagen und wurde 2023 zum zweiten Mal mit 92,5 % der Stimmen zum Vorsitzenden von ver.di gewählt.
Seit Beginn seiner Arbeit in einer Gewerkschaft engagiert Werneke sich auch in der internationalen Gewerkschaftsarbeit.

## ver.di-Vorsitzender
Als Vorsitzender ist Werneke für die Arbeit der ver.di-Grundsatzabteilung, Büro Gewerkschaftsrat, Kommunikation und Marketing, Controlling und Multiprojektmanagement, Interne Revision, Wirtschaftspolitik, Parlamentarische Verbindungsstelle sowie Europa und Internationales verantwortlich.
Der ver.di-Vorsitzende führt traditionell auch die Tarifverhandlungen für die rund fünf Millionen Beschäftigten im öffentlichen Dienst von Bund, Kommunen und Ländern: Tarifvertrag öffentlicher Dienst (TVöD) – ver.di (verdi.de)
Während der Corona-Pandemie und in der durch den russischen Angriffskrieg auf die Ukraine ausgelösten Wirtschafts- und Energiekrise setzte Frank Werneke diverse politische Forderungen zur Entlastung der ver.di-Mitglieder durch, zum Beispiel durch Kurzarbeitsregelungen. Er erarbeitete in der im September 2022 von der Bundesregierung eingesetzten Expertinnen Kommission Gas und Wärme, einen Mechanismus für die Energiepreisbremse und forderte in einem Sondervotum eine ausgewogenere soziale Balance der Entlastungen.
In der Allianz für Transformation wie im Beirat Innenstädte arbeitet Werneke ebenfalls für sozial ausgestaltete Veränderungsprozesse im Organisationsbereich von ver.di mit.
Frank Werneke will die Gewerkschaftsarbeit von ver.di modernisieren und durch digitale Beteiligungsangebote ergänzen. Die Mitglieder sollen mehr Möglichkeiten für Rückmeldungen und Beteiligungen an der gewerkschaftlichen Demokratie erhalten. ver.di hat dazu unter anderem mit der Fraunhofer-Gesellschaft das Projekt Digitallabor Non-Profit-Organisation 4.0. ins Leben gerufen.
Werneke ist seit 1982 Mitglied der SPD.

## Veröffentlichungen
- (Hrsg.): Funk und Fernsehen für alle! VSA-Verlag, Hamburg 2008, ISBN 978-3-89965-330-4.
- (u. a. Hrsg.): Grenzenlos vernetzt? Gewerkschaftliche Positionen zur Netzpolitik. VSA-Verlag, Hamburg 2012, ISBN 978-3-89965-488-2.
- mit Christine Behle / Andrea Kocsis (Hrsg.): Überzeugt, authentisch, kämpferisch – ver.di und ihr Vorsitzender Frank Bsirske 2001 bis 2019. VSA-Verlag, Hamburg 2019, ISBN 978-3-96488-045-1.
- mit Claus Zanker (Hrsg.): Renaissance des Gemeinwohls? Erkenntnisse und Schlussfolgerungen aus der Pandemie. VSA-Verlag, Hamburg 2022, ISBN 978-3-96488-120-5.

## Mitgliedschaften
- Europäischer Vorstand und Weltvorstand von Union Network International
- Mitglied in der SPD
- Mitglied im Aufsichtsrat von EON